# 微分作用素

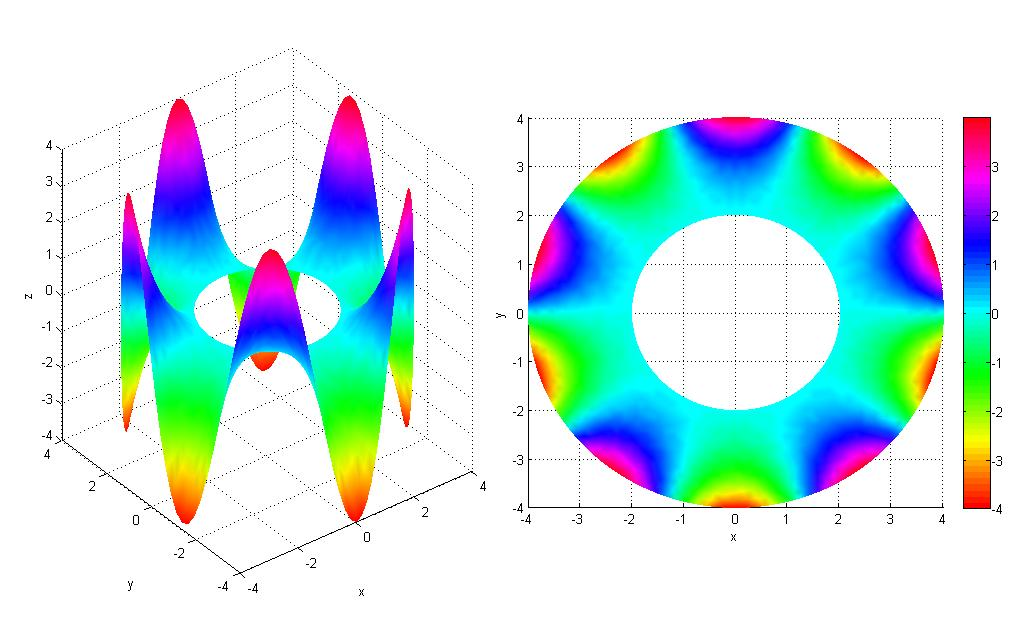
アニュラス上で定義された調和函数。調和函数は、重要な微分作用素であるラプラス作用素の核に属するような函数である。

数学における微分作用素（びぶんさようそ、differential operator）は、微分演算 (D = d⁄dx) の函数として定義された作用素である。ひとまずは表記法の問題として、微分演算を（計算機科学における高階函数と同じ仕方で）入力函数に別の函数を返す抽象的な演算と考えるのが有効である。
本項では、最もよく扱われる種類である線型作用素を主に扱う。しかし、シュヴァルツ微分のような非線型微分作用素も存在する。

## 定義
函数空間 {\displaystyle {\mathcal {F}}_{1}} から他の函数空間 {\displaystyle {\mathcal {F}}_{2}} への写像 {\displaystyle A} が存在し、{\displaystyle u\in {\mathcal {F}}_{1}} の像となるような函数 {\displaystyle f\in {\mathcal {F}}_{2}}（つまり {\displaystyle f=A(u)}）が存在することを仮定する。
微分作用素は、{\displaystyle u} およびその
{\displaystyle P(x,D)=\sum _{|\alpha |\leq m}a_{\alpha }(x)D^{\alpha }}
なる形を含む高階微分によって有限生成される作用素を言う。ここに、非負の整数の列 {\displaystyle \alpha =(\alpha _{1},\alpha _{2},\cdots ,\alpha _{n})} は多重指数と呼ばれ、{\displaystyle |\alpha |=\alpha _{1}+\alpha _{2}+\cdots +\alpha _{n}} は長さと呼ばれ、{\displaystyle a_{\alpha }(x)} は n-次元空間内の開領域上の函数であり、{\displaystyle D^{\alpha }=D^{\alpha _{1}}D^{\alpha _{2}}\cdots D^{\alpha _{n}}} である。上記は、函数としての微分であるが、シュヴァルツ超函数や佐藤超函数の意味での微分としたり、またもとにする微分演算も {\textstyle D_{j}=-i{\frac {\partial }{\partial x_{j}}}} や時折 {\textstyle D_{j}={\frac {\partial }{\partial x_{j}}}} と選ぶこともある。

## 記法
最もよくある微分作用素は、微分をとる操作。変数 x について一階微分をとる作用素のよくある記法として
{\displaystyle {d \over dx},\quad D,\quad D_{x},\quad \partial _{x}}
などが挙げられる。より高次の、n-階微分をとる作用素は
{\displaystyle {d^{n} \over dx^{n}},\quad D^{n},\quad D_{x}^{n}}
などで書かれる。変数 x の函数 f の微分を
{\displaystyle [f(x)]'\quad f'(x)}
などで表すこともある。
記号 D を使うことは、ヘヴィサイドにより始められ、彼は微分方程式の研究の中で
{\displaystyle \sum _{k=0}^{n}c_{k}D^{k}}
の形の微分作用素を考えた。最も良く見かける微分作用素のひとつに、
{\displaystyle \Delta =\nabla ^{2}=\sum _{k=1}^{n}{\partial ^{2} \over \partial x_{k}^{2}}}
で定義されるラプラス作用素がある。他の微分作用素として、オイラー作用素ϑ は
{\displaystyle \vartheta =z{d \over dz}}
で定義される。この作用素の固有函数は z の単項式
{\displaystyle \vartheta (z^{k})=kz^{k},\quad (k=0,1,2,\ldots )}
であり、homogeneity operator とも呼ばれる。n-変数のテータ作用素は、
{\displaystyle \Theta =\sum _{k=1}^{n}x_{k}{\frac {\partial }{\partial x_{k}}}}
により与えられる。一変数と同様に、Θ の固有空間は、斉次多項式全体の成す空間である。
よくある数学の記法に従えば、微分作用素の引数は作用素自身の右側に書くのが通常であるが、別の記法を用いることもある。作用素を作用素の左側にある函数、作用素の右側にある函数に施した結果や、両側に施した結果の差を、以下のような矢印で記す:
{\displaystyle f{\overleftarrow {\partial _{x}}}g=g\cdot \partial _{x}f}
{\displaystyle f{\overrightarrow {\partial _{x}}}g=f\cdot \partial _{x}g}
{\displaystyle f{\overleftrightarrow {\partial _{x}}}g=f\cdot \partial _{x}g-g\cdot \partial _{x}f.}
そのような、双方向の矢印記法は、量子力学の確率流束を記述することによく使われる。

## ナブラ
微分作用素 ∇ は、ナブラ作用素とも呼ばれ、重要なベクトル微分作用素である。物理学において頻繁に、マックスウェルの方程式の微分形のようなところに現れる。三次元直交座標系では ∇ は
{\displaystyle \nabla =\mathbf {\hat {x}} {\partial  \over \partial x}+\mathbf {\hat {y}} {\partial  \over \partial y}+\mathbf {\hat {z}} {\partial  \over \partial z}}
で定義される。∇ は様々な対象の勾配、回転、発散およびラプラシアンの計算に使われる。

## 随伴作用素
与えられた線型微分作用素
{\displaystyle Tu=\sum _{k=0}^{n}a_{k}(x)D^{k}u}
に対し、その随伴作用素とは
{\displaystyle \langle Tu,v\rangle =\langle u,T^{*}v\rangle }
を満たす作用素 T* を言う。ここに、記号 ⟨,⟩ はスカラー積または内積である。つまり、この定義はスカラー積の定義のしかたに依存する。

### 一変数の形式随伴
自乗可積分函数全体の成す函数空間において、標準的なスカラー積が
{\displaystyle \langle f,g\rangle =\int _{a}^{b}f(x)\,{\overline {g(x)}}\,dx}
で定義される。ここに g(x) 上の横棒は、g(x) の複素共役を表している。さらに f または g が x → a および x → b において消えているという条件を加えれば、T の随伴を
{\displaystyle T^{*}u=\sum _{k=0}^{n}(-1)^{k}D^{k}[{\overline {a_{k}(x)}}u]}
により定義することができる。この定義式は上記のスカラー積の定義に陽に依存していない。それゆえに、これを随伴作用素の定義として採用することもある。この定義式に従って定義された T* は T の形式随伴と呼ばれる。
（形式）自己随伴作用素とは、自身の（形式）随伴作用素に等しい作用素を言う。

### 多変数の随伴作用素
Ω を Rn の中の領域とし、P を Ω 上の微分作用素とすると、P の随伴作用素は、同様な方法で双対性により L2(Ω) が定義される。すべての滑らかな L2 函数 f, g について、
{\displaystyle \langle f,P^{*}g\rangle _{L^{2}(\Omega )}=\langle Pf,g\rangle _{L^{2}(\Omega )}}
が成り立つ。滑らかな函数は L2 の中で稠密であるので、これは L2 の稠密な部分集合上の随伴作用素を定義する。P* は稠密に定義された作用素である。

### 例
ストゥルム･リウヴィル作用素は、よく知られた形式自己随伴作用素である。この 2階の線型微分作用素 L は次の形で書くことができる。
{\displaystyle Lu=-(pu')'+qu=-(pu''+p'u')+qu=-pu''-p'u'+qu=(-p)D^{2}u+(-p')Du+(q)u.}
この性質は、上の形式随伴の定義を使い証明することができる。
{\displaystyle {\begin{aligned}L^{*}u&{}=(-1)^{2}D^{2}[(-p)u]+(-1)^{1}D[(-p')u]+(-1)^{0}(qu)\\&{}=-D^{2}(pu)+D(p'u)+qu\\&{}=-(pu)''+(p'u)'+qu\\&{}=-p''u-2p'u'-pu''+p''u+p'u'+qu\\&{}=-p'u'-pu''+qu\\&{}=-(pu')'+qu\\&{}=Lu\end{aligned}}}
この作用素は、ストゥルム･リウヴィル理論で中心的な役割を果たし、そこではこの作用素の固有函数（固有ベクトルに対応）が考えられている。

## 微分作用素の性質
微分演算 D は線型である。すなわち、
{\displaystyle D(f+g)=(Df)+(Dg),}
{\displaystyle D(af)=a(Df)}
を満たす。ここに f と g は函数であり、a は定数である。
函数係数の D を変数とする任意の多項式も、微分作用素である。また、微分作用素の合成は
{\displaystyle (D_{1}\circ D_{2})(f)=D_{1}(D_{2}(f))}
という規則に基づいて扱うことができるが、いくつかの注意が必要である。まず、作用素 D2 に関する任意の函数係数は、D1 を適用するのに必要なだけの何倍も微分可能でなければならないことである。そのような（函数係数の）作用素の環を得るには、全ての係数の任意階数の導函数を用いることを仮定せねばならない。第二に、この環は可換にはならないことである。作用素 gD は一般には Dg に等しくない。事実として、量子力学の基本的な関係式
{\displaystyle Dx-xD=1}
を例に挙げることができる。D を変数とする定数係数多項式であるような作用素全体の成す部分環は、対照的に可換である。この部分環は、別な方法で特徴付けることができる。この環は平行移動不変な作用素のすべてからなる。
微分作用素にシフト定理(shift theorem)も従う。

### 多変数の場合
同じ構成法は、偏微分に対しても持ち込むことができる。異なる変数に関する微分演算は、可換な作用素を定める（二階微分の対称性の項を参照）。

## 多項式係数微分作用素の環

### 一変数多項式係数微分作用素環
R を環とする。R 上の X および D を変数とする非可換多項式環 R⟨X; D⟩ の両側イデアル I を [D, X] − 1 で生成されるもの;
{\displaystyle I=([D,X]-1)=(DX-XD-1)}
とするとき、剰余環 R⟨X; D⟩/I を R 上の一変数多項式係数微分作用素環と呼ぶ。この環は非可換単純環である。その任意の元は XaDb (mod I) の形の単項式の R-線型結合として一意に書くことができる。これにより、この環の上で多項式のユークリッド除法に対応する演算が保証される。
R[X] 上の（標準微分に対する）微分加群は、R⟨X; D⟩ 上の加群と同一視することができる。

### 多変数の多項式係数微分作用素環
R を環とする。X1, …, Xn および D1, …, Dn を変数とする 2n-変数の非可換多項式環 R⟨X1, …, Xn; D1, …, Dn⟩ のイデアル I を
{\displaystyle I=\left({\begin{matrix}[D_{i},X_{j}]-\delta _{i,j},\\[2pt][D_{i},D_{j}],\\[2pt][X_{i},X_{j}]\end{matrix}}{\Bigg |}\;1\leq i,j\leq n\right)}
（ここに δ はクロネッカーのデルタ）とするとき、剰余環 R⟨X1, …, Xn; D1, …, Dn⟩/I を n-変数の多項式係数微分作用素環と呼ぶ。この環は非可換な単純環である。任意の元は mod I で
{\displaystyle X_{1}^{a_{1}}\ldots X_{n}^{a_{n}}D_{1}^{b_{1}}\ldots D_{n}^{b_{n}}}
の形の単項式の R-線型結合として一意に書くことができる。

## 座標に依存しない記述
微分幾何学や代数幾何学において、二つのベクトル束の間の微分作用素の座標に非依存な記述をすることが便利なことがある。E および F は可微分多様体 M 上のベクトル束とする。切断の空間上の R-線型写像 P: Γ(E) → Γ(F) がk-階の線型微分作用素であるとは、ジェット束 Jk(E) を通して分解するときに言う。即ち、ベクトル束の間の線型写像
{\displaystyle i_{P}:J^{k}(E)\to F}
が存在して、
{\displaystyle P=i_{P}\circ j^{k}}
が成り立つ。ここに jk: Γ(E) → Γ(Jk(E)) は、E の任意の切断にそのk-次のジェットを対応付ける延長 (prolongation) 写像である。
これはちょうど、与えられた E の切断 s に対し、点 x ∈ M における P(s) の値は x における s の k-階の無限小の振る舞いにより完全に決定されることを意味する。特にこのことから、P(s)(x) は s の芽により決定されることが従い、またこれは微分作用素が局所的であるということで表される。基本的結果は、このステートメントの逆である任意の（線型）局所作用素は微分作用素であるというペートルの定理(Peetre theorem)である。

### 可換環論との関係
同じことではあるが、線型微分作用素の純代数的な記述は、次のようになる。R-線型写像 P は、任意の k + 1 個の滑らかな函数 {\displaystyle f_{0},\ldots ,f_{k}\in C^{\infty }(M)} に対して
{\displaystyle [f_{k},[f_{k-1},[\cdots [f_{0},P]\cdots ]]=0}
が成り立つときに、k-次線型微分作用素である。ここに、括弧積 {\displaystyle [f,P]\colon \Gamma (E)\to \Gamma (F)} は、交換子
{\displaystyle [f,P](s)=P(f\cdot s)-f\cdot P(s)}
として定義される。この線型微分作用素の特徴付けは、線型微分作用素が可換代数上の加群の間の特別な写像であり、この概念を可換環論の一部と見なせることを示している。

## 例
- 物理科学への応用において、ラプラス作用素のような作用素は、偏微分方程式を解いたり、設定したりすることに重要な役割を果たす。
- 微分位相幾何学において、外微分やリー微分作用素は、内在的な意味を持っている。
- 抽象代数学における導分（英語版）の概念は、微積分学を用いることを要しない微分作用素の一般化を可能とする。頻繁にそのような一般化が代数幾何学や可換代数で扱われる。ジェット（英語版）(jet)を参照。
- 複素変数 z = x + iy に関する正則函数の研究において、複素函数を二つの実変数 x, y の函数であると考えることがある。これはヴィルティンガー微分 (∂=∂⁄∂z, ∂=∂⁄∂z) の構成に利用できる。このアプローチは、多変数複素函数や分解型複素変数函数（英語版）の研究にも使われる。